# Alaska Road Commission

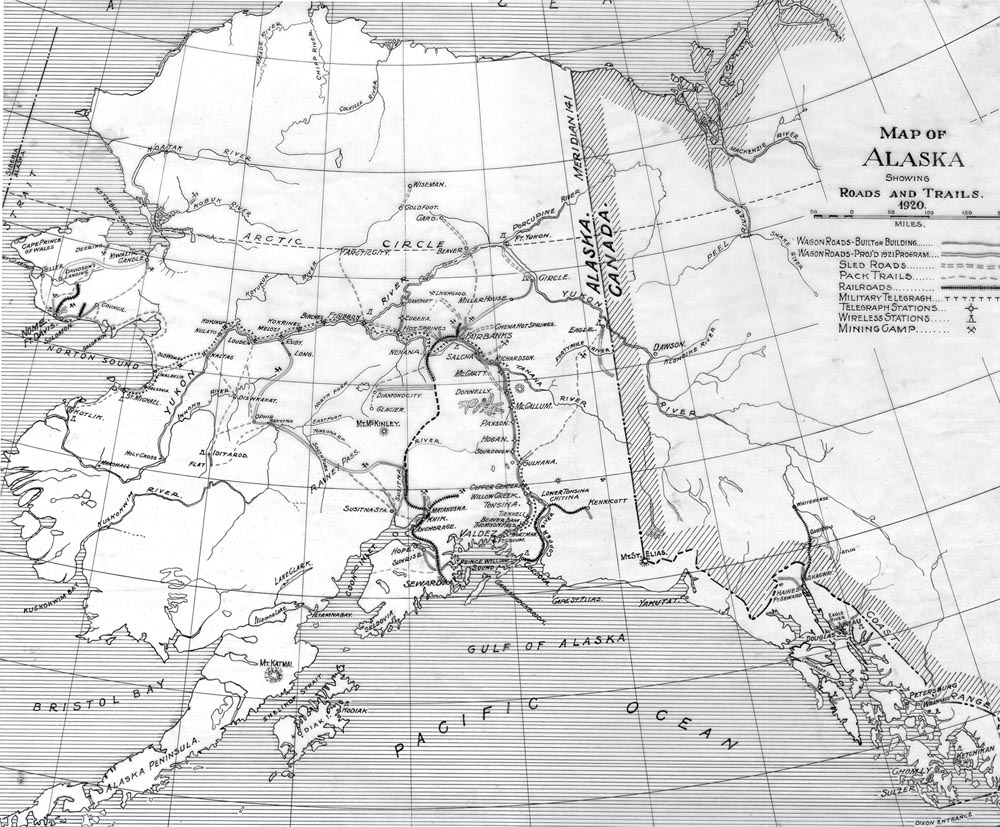
Karte von Alaska mit den von der Alaska Road Commission angelegten und geplanten Straßen, Wegen und Bahnstrecken, um 1920

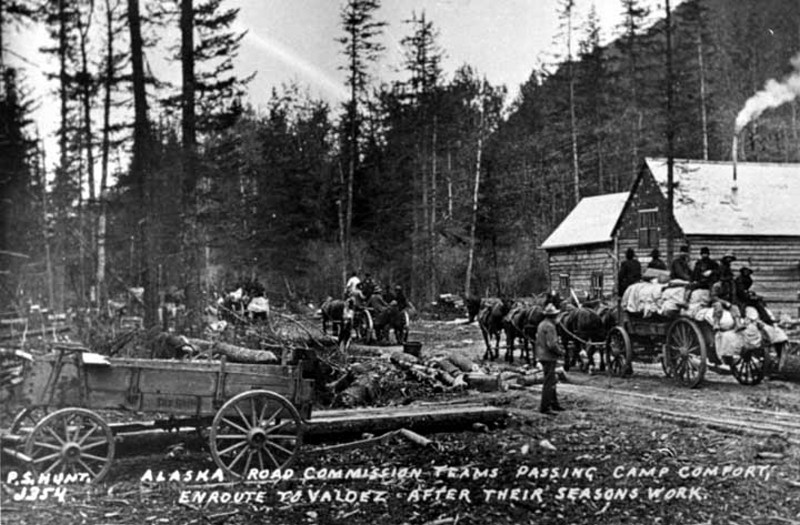
Arbeiter der Alaska Road Commission beim Bau des Valdez Trails

Die Alaska Road Commission (ARC) war eine Kommission in Alaska, die für die Entwicklung des dortigen Straßensystems zuständig war.

## Geschichte
Der Goldrausch am Klondike River im kanadischen Territorium Yukon Ende des 19. Jahrhunderts ließ den Ruf nach einer Landverbindung auf US-amerikanischem Boden von den eisfreien Häfen im Süden Alaskas zum Yukon River aufkommen. Untersucht wurden mögliche Routen durch die Täler der Flüsse Susitna, Matanuska und Copper River. Entlang des Copper River entstand schließlich ab 1899 der Valdez Trail. Wenige Jahre später beauftragte der Senat das Kriegsministerium mit dem Ausbau des Wegesystems in Alaska und des Valdez Trails zu einer von Fahrzeugen nutzbaren Straße. Der Kongress regelte die Finanzierung und rief die Alaska Road Commission ins Leben, die für die Überwachung von Bau und Instandhaltung der Straßen und Pfade zuständig war. Die Hauptaufgabe der Kommission war zunächst der Bau eines Weges vom Valdez Trail bei Gakona nach Fairbanks.
Die ARC war bis 1922 für den Straßenbau im Tongass und im Chugach National Forest zuständig. Danach übernahm das dem Agrarministerium unterstellte Bureau of Public Roads diese Aufgabe.
Zwischen 1905 und 1932 hat die ARC 1980 km neue Straßen, 120 km Bahnstrecken, 2400 km Schlittenwege, 7615 km Pfade, 530 km temporäre Wege, 26 Landeplätze und 32 Schutzhütten im Gesamtwert von über 18 Millionen US-Dollar angelegt.
Mit Beginn des Zweiten Weltkriegs wuchs die militärstrategische Bedeutung Alaskas. Die ARC baute 1941 den Glenn Highway zwischen Richardson Highway und Anchorage als Verbindung der Flugstützpunkte in Fairbanks und Anchorage. Zwischen Mai und November 1942 entstand eine 3065 km lange Landverbindung von Dawson Creek in British Columbia nach Delta Junction in Alaska. Nach Ende des Krieges wurde diese Straße von der ARC und kanadischen Behörden ausgebaut und 1948 als Alaska Highway für die Öffentlichkeit freigegeben.
1956 wurde die Alaska Road Commission in das Bureau of Public Roads integriert. Alaska erhielt dadurch Gelder aus dem Federal Aid Highway Act.